# Коллегиум Майус
 Памятник культуры Малопольского воеводства: регистрационный номер А-11 от 1936 года.

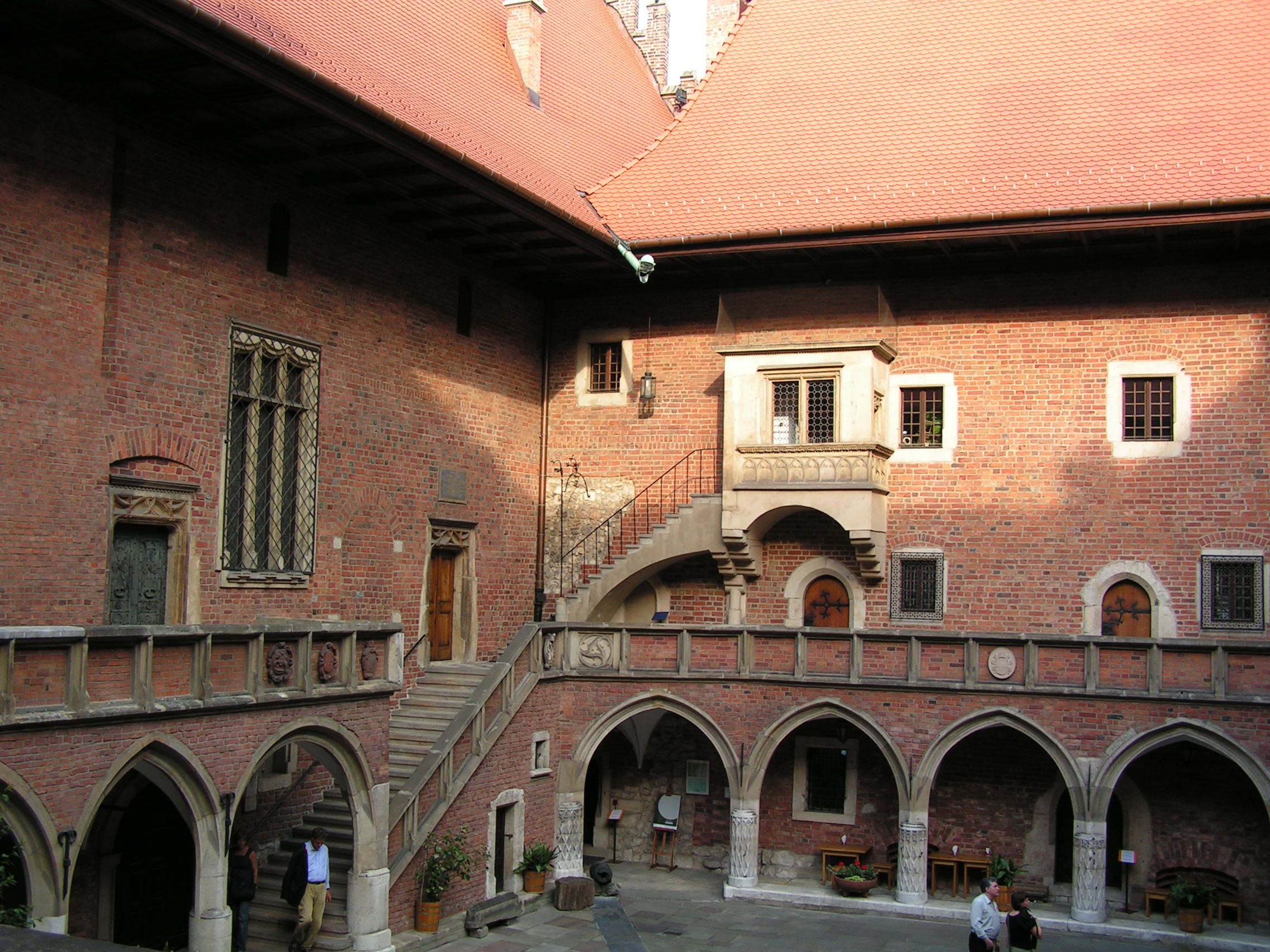
Collegium Maius

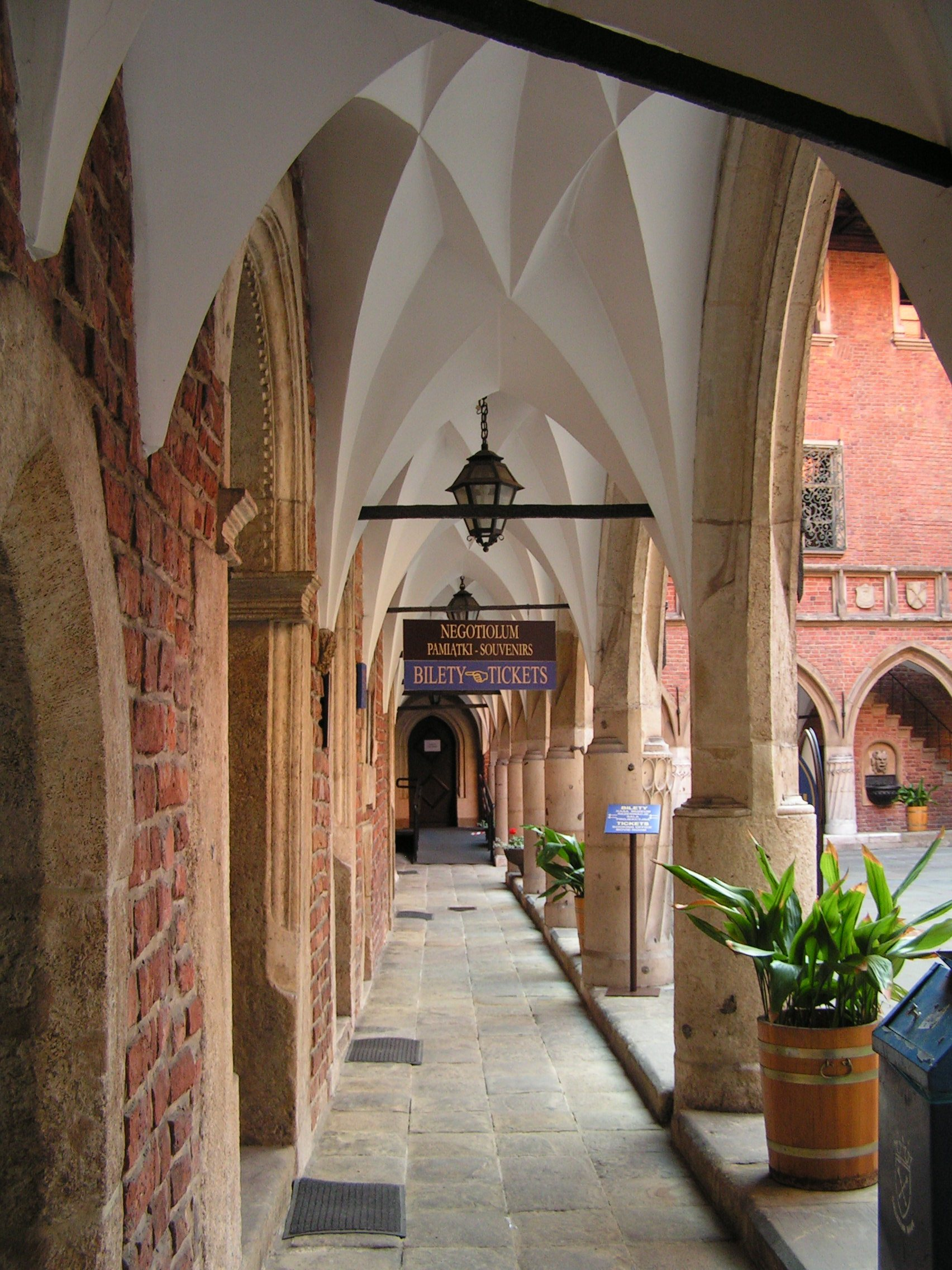
Аркады

Коллегиум Майус (лат. Collegium Maius) — старейшее здание Ягеллонского университета в Кракове.
Ягеллонский университет был основан в 1364 году. В 1400 году польский король Владислав II Ягайло выделил из состава наследства Ядвиги Анжуйской здание для размещения университета. Оно не раз перестраивалось. Внутренний двор украшают готические аркады. В середине XV века за зданием закрепилось название Collegium Maius («Величайшая коллегия»).
На первом этаже находились лекционные залы, на втором «Stuba Communis» (совместный зал), библиотека и жилые комнаты профессоров. Во дворе здания находится так называемый Профессорский сад, который в период с середины XV века и по конец XVIII века использовался для выращивания сельскохозяйственных растений для профессорской трапезной.
В XІX столетии здание обновлено в духе неоготики и приспособлено для размещения библиотеки.
После переноса книжного фонда библиотеки в новое здание Ягеллонской библиотеки (построено в 1931—1939 годы), в здании Коллегиум Маиус разместился музей Ягеллонского университета.

## В искусстве
В здании Collegium Maius снимали сцены, происходящие в варшавском штабе Абвера, для советского кинофильма Щит и меч.
Так же в этом здании снимали сцены фильма "Майор "Вихрь".

## Галерея

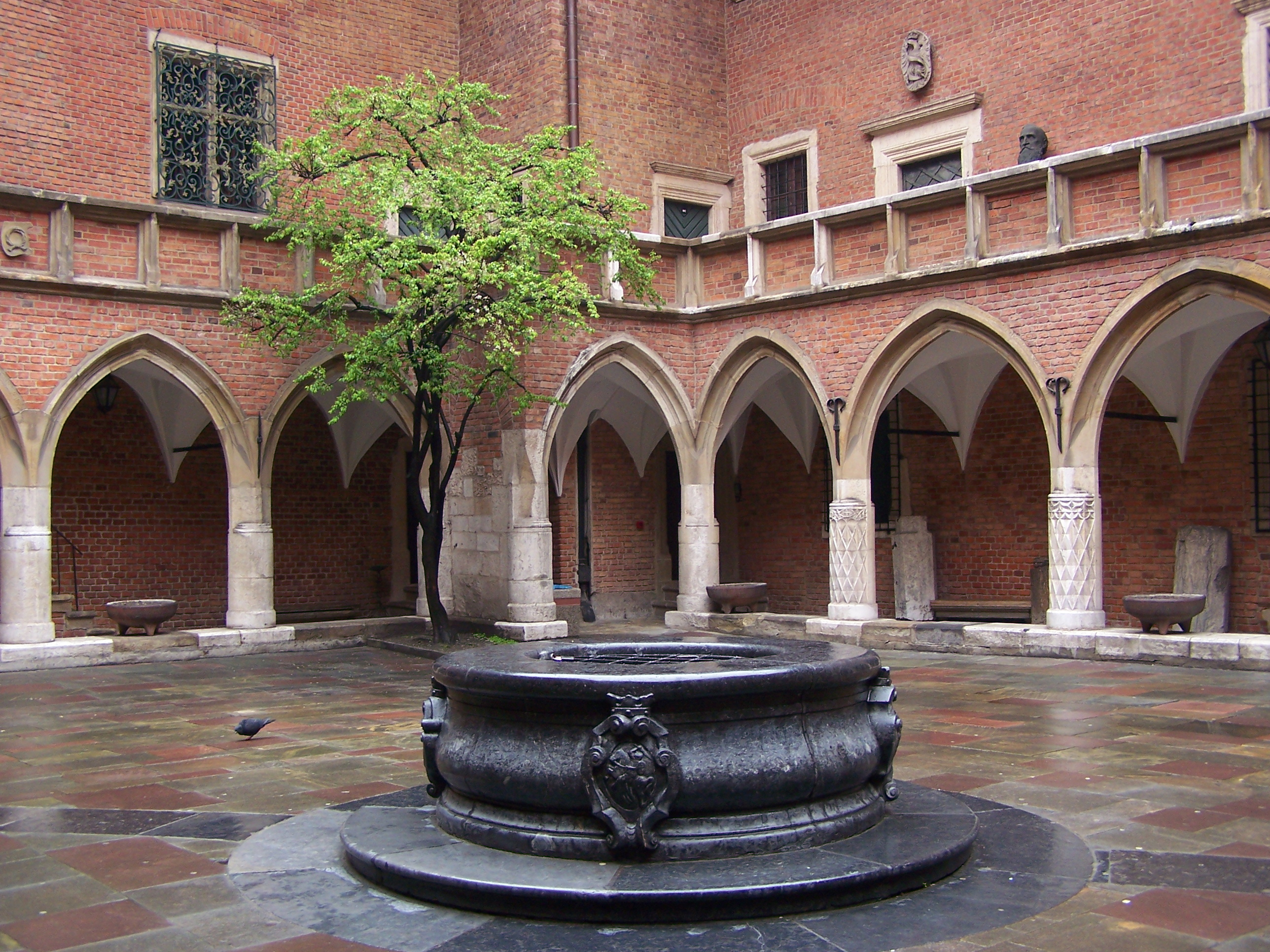
Аркадный двор с колодцем
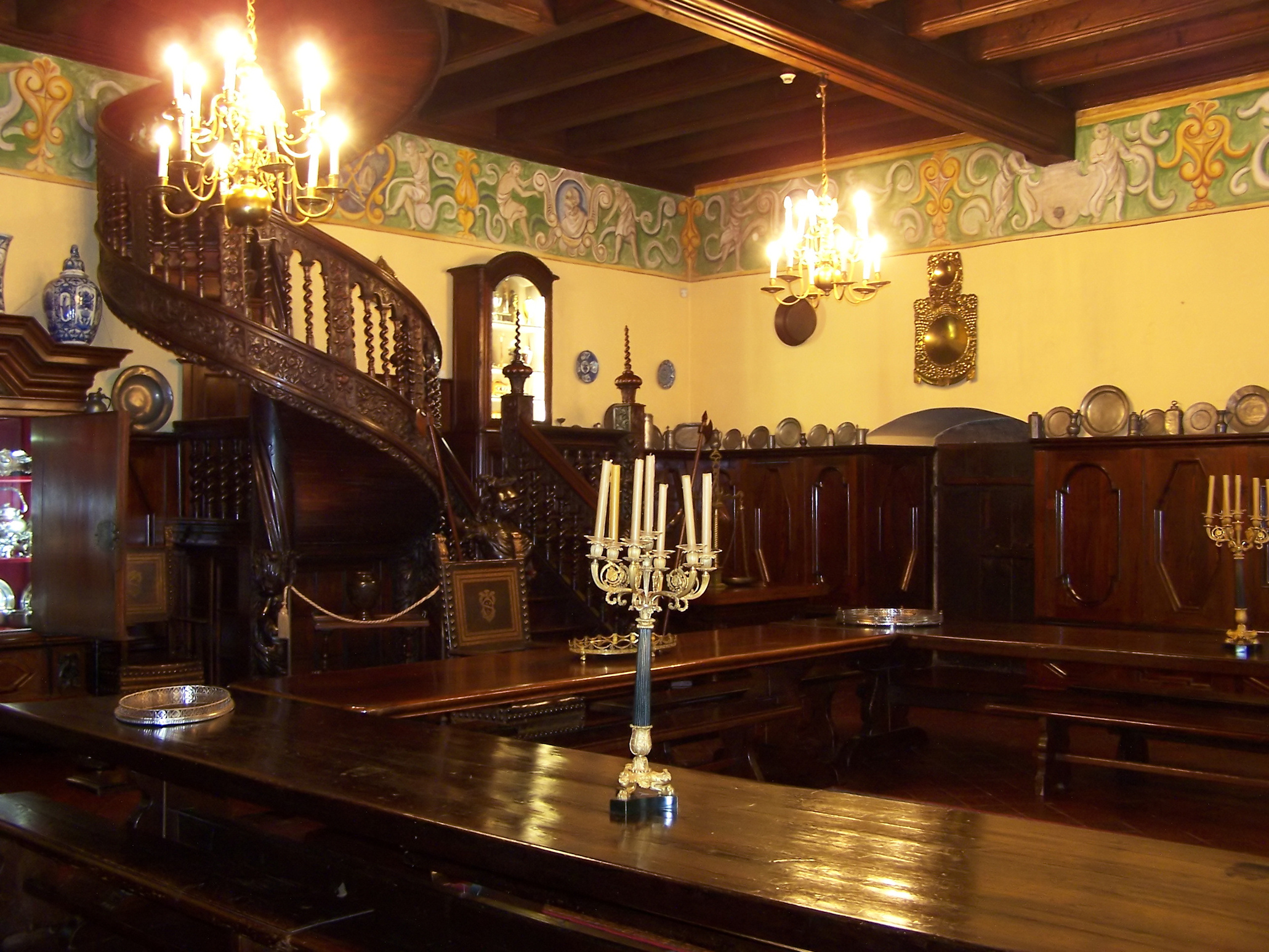
Stuba Communis (Общая зала)
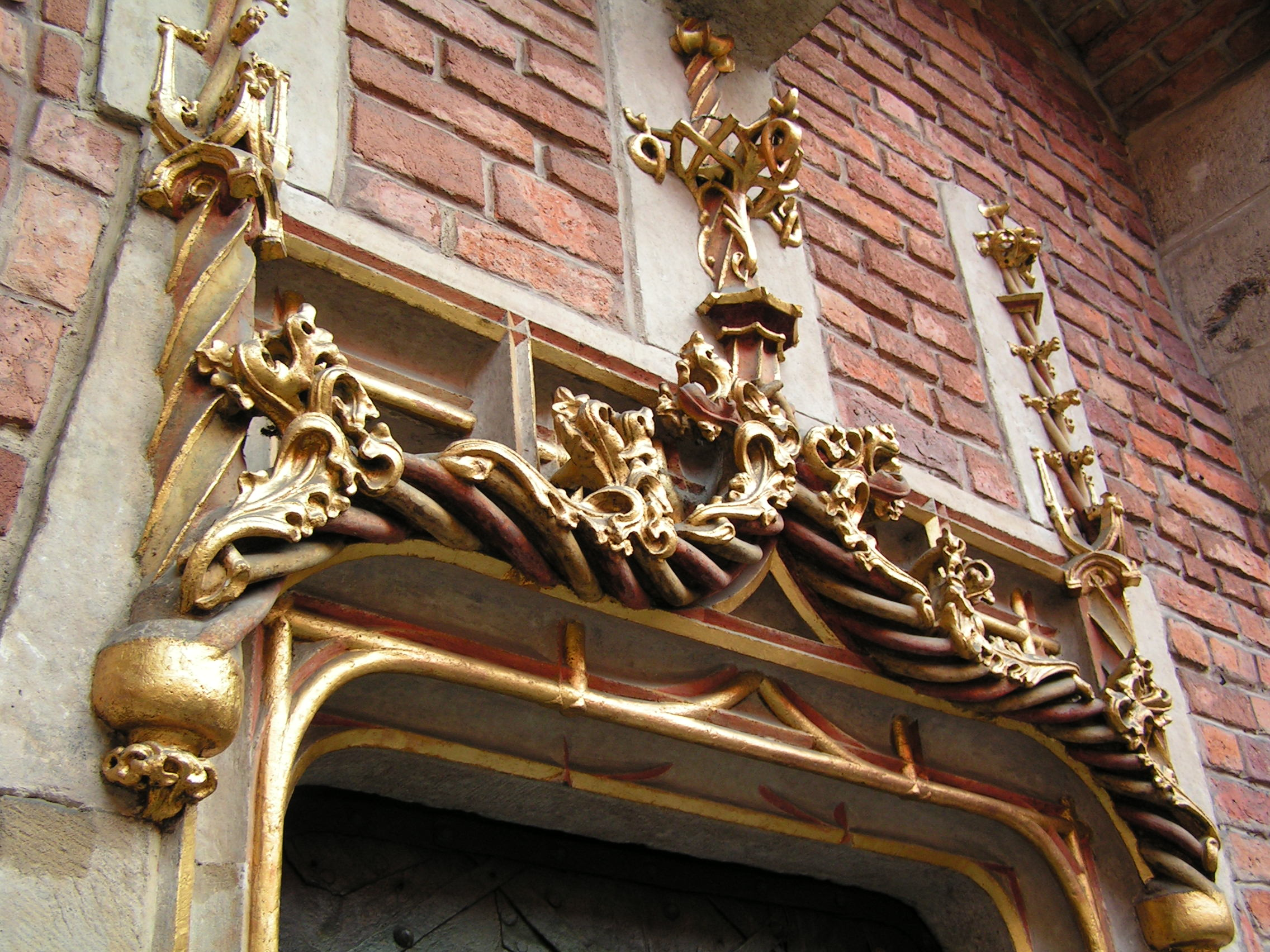
Porta Aurea (Золотые ворота)
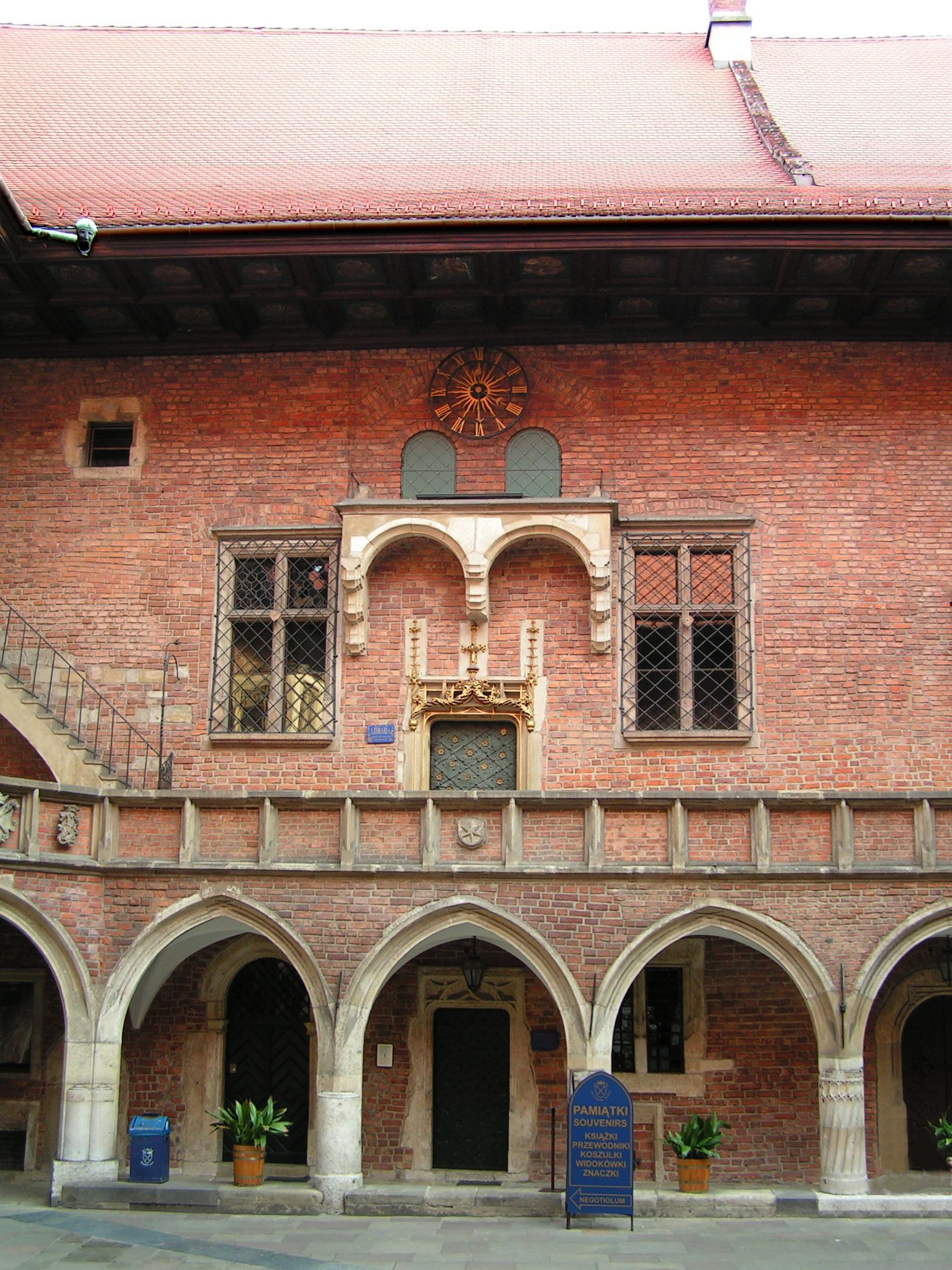
Аркады и Porta Aurea